# Jebel Marra
Jebel Marra arabiska: جبل مرة (Kvinnans berg) är en bergskedja i Darfur i västra Sudan bestående av vulkaniska toppar som reser sig upp till över 3 000 meters höjd.
Det senaste utbrottet var 2 000 år f.Kr. Centrum för aktiviteten var då kratern Deriba.
Under den pågående Darfurkonflikten är bergmassivet tillflyktsort för rebellerna. Lokalbefolkningen är utsatt för förföljelse och förtryck av sudanesiska regeringens trupper.